# Akvárium terárium
Akvárium terárium (původně Akvárium a terárium, zkratkou AT, neoficiálně Átéčko) byl československý a později český akvaristický a teraristický časopis vycházející v letech 1958-2009. Jednalo se o zatím nejdéle vycházející periodikum českých akvaristů a teraristů v historii. Akvárium terárium funkčně i personálně navazovalo na předcházející české akvaristické časopisy Akvaristický obzor (1911-1914) a Akvaristické listy (s přestávkami 1921-1951). V letech 1968-1976 byl šéfredaktorem časopisu český ichtyolog Stanislav Frank. Časopis byl ukončen z ekonomických důvodů, poslední dvě čísla v roce 2009 byla vydána pouze elektronicky.